# معاذ القوز
معاذ عبد الرحيم قسم الله عبد الرحمن (25 أبريل 1989 - ) الشهير باسم معاذ القوز هو لاعب كرة قدم سوداني محترف، يلعب حالياً كمهاجم لصالح نادي نجوم أجدابيا الذي ينافس في الدوري الليبي الممتاز، كما مثل منتخب السودان لكرة القدم في الفترة بين 2013 و2021 وشارك معه في كأس العرب 2021.

## وصلات خارجية
- معاذ القوز على موقع إي إس بي إن إف سي (الإنجليزية)
- معاذ القوز على موقع قاعدة بيانات كرة القدم.إي يو (الإنجليزية)
- معاذ القوز على موقع ناشيونال فوتبول تيمز (الإنجليزية)
- معاذ القوز على موقع Soccerway.com (الإنجليزية)
- معاذ القوز على موقع عالم كرة القدم.نت (الإنجليزية)